# Astro Boy (jeu vidéo, 2004)
Pour les articles homonymes, voir Astro et Astro Boy (homonymie).
Astro Boy est un jeu vidéo d'action développé par Sonic Team et édité par Sega, sorti en 2004 sur PlayStation 2.

## Accueil
- Famitsu : 28/40 [1]